# Cynorta bordoni
Cynorta bordoni is een hooiwagen uit de familie Cosmetidae.